# Śniadowo
Śniadowo è un comune rurale polacco del distretto di Łomża, nel voivodato della Podlachia.
Ricopre una superficie di 162,59 km² e nel 2004 contava 5 685 abitanti.